# Jelena Vjacseszlavovna Gyementyjeva
Jelena Vjacseszlavovna Gyementyjeva (oroszul: Елена Вячеславовна Дементьева; Moszkva, 1981. október 15. –) olimpiai arany- és ezüstérmes, Fed-kupa-győztes orosz hivatásos teniszezőnő.
Karrierjének legnagyobb sikerét a 2000-es sydney-i olimpia ezüstérme után a 2008-as pekingi olimpián érte el, miután a döntőben Gyinara Szafinát legyőzve lett aranyérmes. Pályafutása során 16 egyéni és 6 páros WTA tornát nyert meg, emellett három-három egyéni és páros ITF-tornán végzett az első helyen. 2004-ben két Grand Slam-döntőbe is bejutott: a Roland Garroson Anasztaszija Miszkina, a US Openen Szvetlana Kuznyecova ellen volt finalista. Párosban kétszer játszott US Open döntőt, 2002-ben és 2005-ben.
Egyéniben 2009-ben érte el legmagasabb világranglista-helyezését, a 3. helyet. Ebben az évben megnyerte a US Open Series versenysorozatot. 2003 és 2010 között stabil TOP 10-es játékos volt, és csak 2007-ben zárta az évet a legjobb tízen kívül. Párosban 2003-ban a világranglista 5. helyén állt. 2005-ben hozzásegítette Oroszországot a Fed-kupa megnyeréséhez, miután egyéniben győzött Mary Pierce és Amélie Mauresmo ellen is, és a párost is megnyerte Gyiara Szafinával párban.
Gyementyjeva erőssége fogadójátéka volt, szervája viszont különösen sebezhető volt, de ezt karrierje során folyamatosan fejlesztette.
2010 októberében vonult vissza a profi teniszezéstől. 2011. július 16-án megházasodott, férje Makszim Afinogenov orosz jégkorongozó. 2014. áprilisban megszületett első gyerekük, Veronika.

## Junior Grand Slam döntői

### Páros

#### Elveszített döntői (1)
| Év  | Bajnokság     | Borítás | Partner        | Ellenfél                   | Eredmény |
| --- | ------------- | ------- | -------------- | -------------------------- | -------- |
| 199 | Roland Garros | Salak   | Nagyja Petrova | Kim Clijsters Jelena Dokić | 4–6, 6–7 |

## Grand Slam-döntői

### Egyéni

#### Elvesztett döntői (2)
| Év   | Helyszín      | Ellenfél a döntőben   | Eredmény a döntőben |
| 2004 | Roland Garros | Anasztaszija Miszkina | 1–6, 2–6            |
| 2004 | US Open       | Szvetlana Kuznyecova  | 3–6, 5–7            |

### Páros

#### Elvesztett döntői (2)
| Év   | Helyszín | Partner          | Ellenfelei a döntőben               | Eredmény a döntőben |
| 2002 | US Open  | Janette Husárová | Virginia Ruano Pascual Paola Suárez | 2-6, 1-6            |
| 2005 | US Open  | Flavia Pennetta  | Lisa Raymond Samantha Stosur        | 2-6, 7-5, 3-6       |

## Tornagyőzelmei (22)

### Egyéni (16)
| Összesítés           |                        |
| Grand Slam-torna (0) |                        |
| Tier I (2)           | Premier Mandatory* (0) |
| Tier II (4)          | Premier Five* (1)      |
| Tier III (4)         | Premier* (3)           |
| Tier IV (0)          | International* (1)     |
| Tier V (0)           | International* (1)     |
| Olimpia (1)          |                        |

* 2009-től megváltozott a tornák rendszere. Challenger tornákat 2012-től rendeznek.
 Az egymás mellett azonos színnel jelölt tornatípusok között nincs teljes mértékű megfelelés.
| Borítás szerint |
| Kemény (12)     |
| Salak (2)       |
| Fű (0)          |
| Szőnyeg (2)     |

| No. | Dátum                | Helyszín                                 | Borítás        | Ellenfél a döntőben  | Eredmény a döntőben  |
| 1.  | 2003. április 14.    | Amelia Island, Amerikai Egyesült Államok | Salak          | Lindsay Davenport    | 4–6, 7–5, 6–3        |
| 2.  | 2003. szeptember 8.  | Bali, Indonézia                          | Kemény         | Chanda Rubin         | 6–2, 6–1             |
| 3.  | 2003. szeptember 15. | Sanghaj, Kína                            | Kemény         | Chanda Rubin         | 6–3, 7–6(6)          |
| 4.  | 2004. szeptember 27. | Hasselt, Belgium                         | Kemény (f)     | Jelena Bovina        | 0–6, 6–0, 6–4        |
| 5.  | 2006. február 5.     | Tokió, Japán                             | Szőnyeg (f)    | Martina Hingis       | 6–2, 6–0             |
| 6.  | 2006. augusztus 13.  | Los Angeles, Amerikai Egyesült Államok   | Kemény         | Jelena Janković      | 6–3, 4–6, 6–4        |
| 7.  | 2007. május 26.      | Isztambul, Törökország                   | Salak          | Aravane Rezaï        | 7–6(5), 3–0 feladta. |
| 8.  | 2007. október 14.    | Moszkva, Oroszország                     | Szőnyeg (f)    | Serena Williams      | 5–7, 6–1, 6–1        |
| 9.  | 2008. március 1.     | Dubaj, Egyesült Arab Emírségek           | Kemény         | Szvetlana Kuznyecova | 4–6, 6–3, 6–2        |
| 10. | 2008. augusztus 17.  | Olimpiai játékok, Peking                 | Kemény         | Gyinara Szafina      | 3-6, 7-5, 6-3        |
| 11. | 2008. október 26.    | Luxembourg, Luxemburg                    | Kemény (f)     | Caroline Wozniacki   | 2-6, 6-4, 7-6(4)     |
| 12. | 2009. január 10.     | Auckland, Új-Zéland                      | Kemény         | Jelena Vesznyina     | 6–4, 6–1             |
| 13. | 2009. január 16.     | Sydney, Ausztrália                       | Kemény         | Gyinara Szafina      | 6–3, 2–6, 6–1        |
| 14. | 2009. augusztus 23.  | Toronto, Kanada                          | Kemény         | Marija Sarapova      | 6–4, 6–3             |
| 15. | 2010. január 15.     | Sydney, Ausztrália                       | Kemény         | Serena Williams      | 6–3, 6–2             |
| 16. | 2010. február 7.     | Párizs, Franciaország                    | Kemény(fedett) | Lucie Šafářová       | 6–7(5), 6–1, 6–4     |

#### Elvesztett döntői (16)
| No. | Dátum                | Helyszín                                     | Borítás        | Ellenfél a döntőben   | Eredmény a döntőben |
| 1.  | 2000. október 1.     | Olimpiai játékok, Sydney, Ausztrália         | Kemény         | Venus Williams        | 2–6, 4–6            |
| 2.  | 2001, március 4.     | Acapulco, Mexikó                             | Salak          | Amanda Coetzer        | 6–2, 1–6, 2–6       |
| 3.  | 2001. október 7.     | Moszkva, Oroszország                         | Szőnyeg (f)    | Jelena Dokić          | 3–6, 3–6            |
| 4.  | 2002. június 22.     | ’s-Hertogenbosch, Hollandia                  | Fű             | Eléni Danjilídu       | 6–3, 2–6, 3–6       |
| 5.  | 2004. április 4.     | Miami, Amerikai Egyesült Államok             | Kemény         | Serena Williams       | 1–6, 1–6            |
| 6.  | 2004. június 3.      | Roland Garros, Párizs, Franciaország         | Salak          | Anasztaszija Miszkina | 1–6, 2–6            |
| 7.  | 2004. szeptember 11. | US Open, New York, Amerikai Egyesült Államok | Kemény         | Szvetlana Kuznyecova  | 3–6, 5–7            |
| 8.  | 2004. október 17.    | Moszkva, Oroszország                         | Szőnyeg (f)    | Anasztaszija Miszkina | 5–7, 0–6            |
| 9.  | 2005. április 17.    | Charleston, Amerikai Egyesült Államok        | Salak          | Justine Henin         | 5–7, 4–6            |
| 10. | 2005. november 6.    | Philadelphia, Amerikai Egyesült Államok      | Kemény (f)     | Amélie Mauresmo       | 5–7, 6–2, 5–7       |
| 11. | 2006. március 18.    | Indian Wells, Amerikai Egyesült Államok      | Kemény         | Marija Sarapova       | 1–6, 2–6            |
| 12. | 2008. május 12.      | Berlin, Németország                          | Salak          | Gyinara Szafina       | 6-3, 2-6, 2-6       |
| 13. | 2008. május 24.      | Isztambul, Törökország                       | Salak          | Agnieszka Radwańska   | 3-6, 2-6            |
| 14. | 2009. február 15.    | Párizs, Franciaország                        | Kemény(fedett) | Amélie Mauresmo       | 7–6(7), 2–6, 6–4    |
| 15. | 2010. február 28.    | Malaysian Open, Kuala Lumpur, Malajzia       | Kemény         | Alisza Klejbanova     | 3–6, 2–6            |
| 16. | 2010. október 2.     | Toray Pan Pacific Open, Tokió, Japán         | Kemény         | Caroline Wozniacki    | 6–1, 2–6, 3–6       |

### Páros (6)
| Tornagyőzelmek (Páros)     |
| Grand Slam (0)             |
| Tier I (2)                 |
| Tier II (2)                |
| Tier III (1)               |
| Tier IV & V (0)            |
| WTA Tour Championships (1) |

| No. | Dátum               | Helyszín                               | Borítás     | Partner             | Ellenfelei a döntőben                        | Eredmény a döntőben |
| 1.  | 2002. május 12.     | Berlin, Németország                    | Salak       | Janette Husárová    | Daniela Hantuchová / Arantxa Sánchez Vicario | 0–6, 7–6(3), 6–2    |
| 2.  | 2002. augusztus 4.  | San Diego, Amerikai Egyesült Államok   | Kemény      | Janette Husárová    | Daniela Hantuchová / Szugijama Ai            | 6–2, 6–4            |
| 3.  | 2002. október 6.    | Moszkva, Oroszország                   | Szőnyeg (f) | Janette Husárová    | Jelena Dokić / Nagyja Petrova                | 2–6, 6–3, 7–6(7)    |
| 4.  | 2002. november 11.  | Los Angeles, Amerikai Egyesült Államok | Szőnyeg (f) | Janette Husárová    | Cara Black / Jelena Lihovceva                | 4–6, 6–4, 6–3       |
| 5.  | 2003. június 21.    | ’s-Hertogenbosch, Hollandia            | Fű          | Lina Krasznoruckaja | Nagyja Petrova / Mary Pierce                 | 2–6, 6–3, 6–4       |
| 6.  | 2005. augusztus 14. | Los Angeles, Amerikai Egyesült Államok | Kemény      | Flavia Pennetta     | Bethanie Mattek / Angela Haynes              | 6–2, 6–4            |

#### Elvesztett döntői (7)
| No. | Dátum               | Helyszín                                     | Borítás     | Partner             | Ellenfelei a döntőben                 | Eredmény a döntőben |
| 1.  | 2001. október 1.    | Moszkva, Oroszország                         | Szőnyeg (f) | Lina Krasznoruckaja | Anna Kurnyikova / Martina Hingis      | 6–7(1), 3–6         |
| 2.  | 2002. február 4.    | Párizs, Franciaország                        | Szőnyeg (f) | Janette Husárová    | Nathalie Dechy / Meilen Tu            | visszaléptek        |
| 3.  | 2002. március 4.    | Indian Wells, Amerikai Egyesült Államok      | Kemény      | Janette Husárová    | Lisa Raymond / Rennae Stubbs          | 5–7, 0–6            |
| 4.  | 2002. augusztus 26. | US Open, New York, Amerikai Egyesült Államok | Kemény      | Janette Husárová    | Virginia Ruano Pascual / Paola Suárez | 2–6, 1–6            |
| 5.  | 2005. január 10.    | Sydney, Ausztrália                           | Kemény      | Szugijama Ai        | Bryanne Stewart / Samantha Stosur     | visszaléptek        |
| 6.  | 2005. augusztus 29. | US Open, New York, Amerikai Egyesült Államok | Kemény      | Flavia Pennetta     | Lisa Raymond / Samantha Stosur        | 2–6, 7–5, 3–6       |
| 7.  | 2006. május 8.      | Berlin, Németország                          | Salak       | Flavia Pennetta     | Jen Ce / Cseng Csie                   | 2–6, 3–6            |

## Eredményei Grand Slam-tornákon

### Egyéni
| Grand Slam | Australian Open | Australian Open  | Roland Garros | Roland Garros     | Wimbledon   | Wimbledon       | US Open        | US Open           |
| Év         | Eredmény        | Utolsó ellenfél  | Eredmény      | Utolsó ellenfél   | Eredmény    | Utolsó ellenfél | Eredmény       | Utolsó ellenfél   |
| 1998       | –               | –                | −             | −                 | −           | −               | Selejtező (Q1) | Selejtező (Q1)    |
| 1999       | 2. kör          | Martina Hingis   | 2. kör        | Nathalie Dechy    | 1. kör      | D Van Roost     | 3. kör         | Conchita Martínez |
| 2000       | 3. kör          | J Halard-Decugis | 2. kör        | Virginie Razzano  | 1. kör      | Nagyja Petrova  | Elődöntő       | L Davenport       |
| 2001       | 3. kör          | Dája Bedáňová    | 2. kör        | Henrieta Nagyová  | 3. kör      | Anke Huber      | 4. kör         | Kim Clijsters     |
| 2002       | 4. kör          | Justine Henin    | 4. kör        | Clarisa Fernández | 4. kör      | Justine Henin   | 2. kör         | F Schiavone       |
| 2003       | 1. kör          | Barbara Schwartz | 1. kör        | M Sánchez Lorenzo | 4. kör      | Serena Williams | 4. kör         | Jennifer Capriati |
| 2004       | 1. kör          | Jelena Janković  | Döntő         | A Miszkina        | 1. kör      | Sandra Kleinová | Döntő          | Sz Kuznyecova     |
| 2005       | 4. kör          | Patty Schnyder   | 4. kör        | J Lihovceva       | 4. kör      | A Miszkina      | Elődöntő       | Mary Pierce       |
| 2006       | 1. kör          | Julia Schruff    | 3. kör        | Sahar Peér        | Negyeddöntő | Marija Sarapova | Negyeddöntő    | Jelena Janković   |
| 2007       | 4. kör          | Nicole Vaidišová | 3. kör        | Marion Bartoli    | 3. kör      | Tamira Paszek   | 3. kör         | Sybille Bammer    |
| 2008       | 4. kör          | Marija Sarapova  | Negyeddöntő   | Gyinara Szafina   | Elődöntő    | Venus Williams  | Elődöntő       | Jelena Janković   |
| 2009       | Elődöntő        | Serena Williams  | 3. kör        | Samantha Stosur   | Elődöntő    | Serena Williams | 2. kör         | Melanie Oudin     |
| 2010       | 2. kör          | Justine Henin    | Elődöntő      | F Schiavone       | –           | –               | 4. kör         | Samantha Stosur   |

## Év végi világranglista-helyezései
| Év     | 1998 | 1999 | 2000 | 2001 | 2002 | 2003 | 2004 | 2005 | 2006 | 2007 | 2008 | 2009 | 2010 |
| Egyéni | 182. | 62.  | 12.  | 15.  | 19.  | 8.   | 6.   | 8.   | 8.   | 11.  | 4.   | 5.   | 9.   |
| Páros  | –    | –    | –    | 98.  | 6.   | 24.  | 27.  | 18.  | 40.  | 90.  | –    | –    | –    |

## Díjai, elismerései
- A legtöbbet fejlődő játékos (2000)
- Kedvenc egyéni játékos szurkolói díj (2009)
- Diamond Aces díj (2009) (a teniszért a pályán és pályán kívül legtöbbet tevő játékos díja)
- Karen Krantzcke sportszerűségi díj (2008, 2010)